# Berkah
Berkah is een bestuurslaag in het regentschap Muaro Jambi van de provincie Jambi, Indonesië. Berkah telt 1678 inwoners (volkstelling 2010).